# Therminator Rally Team
Het Therminator Rally Team is een team in het Wereldkampioenschap Rally. Het team maakt haar debuut in 2010, en maakt gebruik van een Ford Focus. Evenals het fabrieksteam, wordt dit team gerund door het Engelse M-Sport van Malcolm Wilson.

## Rijders
Het team is vanaf 2010 actief met de volgende coureurs;
- Marcus Grönholm
- Matthias Therman